# Уїзд
Уї́зд — село в Україні, у Рогатинській міській громаді Івано-Франківського району Івано-Франківської області.

## Географія
Через село тече річка Уїздський Потік, права притока Нараївки.

## Історія
У 1939 році в селі проживало 640 мешканців (630 українців, 5 поляків і 5 євреїв).
В селі збереглася тризрубна дерев'яна церква Святого Миколая, датована 1775 роком. У радянський період церква  охоронялась як пам'ятка архітектури Української РСР (№ 1191).  Церква використовується громадою Православної церкви України (о. Роман Токарик).  В храмі зберігся чотириярусний іконостас.
Докладніше: Церква Святого Миколая (Уїзд)
27 серпня 2017 року митрополит Івано-Франківський і Галицький Іоасаф в Уїзді звершив освячення нового мурованого храму святителя Миколая Чудотворця.
12 червня 2020 року, відповідно до Розпорядження Кабінету Міністрів України  № 714-р «Про визначення адміністративних центрів та затвердження територій територіальних громад Івано-Франківської області», увійшло до складу Рогатинської міської громади.
19 липня 2020 року, в результаті адміністративно-територіальної реформи та ліквідації Рогатинського району, село увійшло до складу новоутвореного Івано-Франківського району.

## Школа
Діяльність призупинена, не працює з 03.09.2018.